# Anarquisme xinès
Els orígens de l'anarquisme xinès remunten a principis del segle XX durant el moviment nacionalista xinès. La preponderància a finals del segle xix del moviment nihilista i el comunisme llibertari a Rússia va tenir gran influència sobre el moviment nacionalista xinès.
L'ús de l'assassinat com un mitjà de lluita en el moviment antimanxú, encoratjat per grups com els Grups Xinesos d'Atemptat, era similar a la idea de sacrifici dels grups antitsaristes com Naródnaia Vólia i el nacionalista paneslau Mà Negra.
Tot i que l'anarquisme i el nihilisme són ideologies diferents, en aquells temps la premsa popular europea i xinesa tendien generalment a confondre'ls. Durant la Conferència Internacional de Roma per a la Defensa Social contra els Anarquistes es va donar la següent definició d'anarquisme: "tot acte que utilitzi mitjans violents per destruir l'organització de la societat". Aquesta associació amb la violència política va promoure un precoç interès per l'anarquisme entre els radicals xinesos. A causa de l'absència de material literari en idioma xinès, aquesta influència va resultar força limitada.

## Els moviments estudiantils xinesos[calcitació]

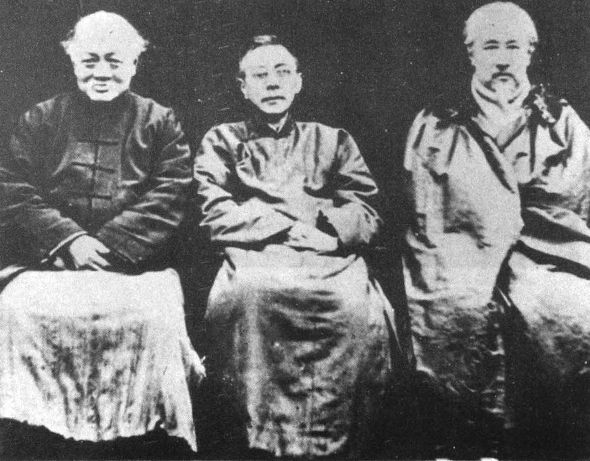
Wu Zhihui, Zhang Renjie i Li Shizeng, anarquistes xinesos

La primera presència anarquista explícita s'originà a França i al Japó entre els estudiants xinesos de famílies adinerades que cursaven a l'estranger, assentats en aquests estats després de la Rebel·lió dels bòxers. Tot i que aquests programes no eren accessibles a la gran majoria de la població, al voltant del 1906 havien portat a Europa entre 500 i 600 estudiants i al Japó, especialment a Tòquio, uns 10.000 estudiants (a causa de la proximitat geogràfica, la similitud cultural i el cost més accessible). A París l'avantatge consistia que el govern francès subvencionava els estudis.
Segons altres fonts, hi havia una política conscientment executada des del govern xinès consistent a allunyar els estudiants més radicalitzats i enviar-los a Europa i, els més moderats, al Japó. Els estudiants educats a l'estranger, però, van aprendre els mètodes i ideologies socialistes i l'anarquisme europeu, que transformarien completament la societat xinesa. És important remarcar que en ambdós casos, l'anarquisme ràpidament es va convertir en la tendència dominant entre els estudiants que havien estudiat a l'estranger. El 1906, amb diferència de mesos, es van fundar dos grups anarquistes, un a Tòquio i l'altre a París. Les diferències inicials entre aquests grups produirien en el futur moviment anarquista xinès dos estils i visions diferents de l'anarquisme.

### Grup parisenc
Segons Li Shih-tseng, que va participar en el moviment, les influències del grup localitzat a París provenen principalment de tres camps diferents: el radicalisme llibertari i l'anarquisme, el darwinisme social i la filosofia xinesa clàssica. Mentre el grup parisenc era poc procliu a combinar els ensenyaments de Laozi (sistema tradicional xinès de repartiment comunal de la terra) amb la ideologia anarcocomunista, Li descrivia el grup com integrat per joves que havien rebut una excel·lent educació en la tradició clàssica xinesa. També reconeixia que el pensament tradicional xinès exercia influència sobre ells, però la tendència més manifesta dins del grup parisenc era la de rebutjar, o fins i tot oposar-se activament, a qualsevol associació entre l'anarquisme i la cultura tradicional.

### El grup de Tòquio
El grup de Tòquio estava subjecte a les mateixes influències, amb un ordre diferent, però, de preferències. Mentre el grup de París estava influenciat per la ciència i la civilització occidentals, el grup de Tòquio basava el seu anarquisme en la tradició política asiàtica. En altres paraules, mentre a París estudiaven esperanto, reivindicaven l'anarcosindicalisme i llegien l'obra de Mijaíl Bakunin i Piotr Kropotkin, a Tòquio propugnaven una societat basada en les comunes camperoles, unides per municipis confederats democràticament i lliure, per mitjà de l'ajuda mútua i l'autodefensa recíproca. Basaven la seva ideologia en la fusió del taoisme, el budisme i la comuna tradicional camperola xinesa, atorgant preferència als textos de León Tolstoi sobre els de Kropotkin. Tots dos grups reivindicaven l'atemptat com a tàctica en els seus inicis, la qual cosa revela la influència del nihilisme, però cap al 1910 en assumir l'anarquisme com a ideologia van renunciar a la pràctica de l'assassinat polític.

### Cooperació i diferències
A principis del segle XX el moviment anarquista estava localitzat en la seva majoria al món occidental i els estudiants xinesos de París veien en el aquest pensament la ideologia més avançada d'occident i la més allunyada de la cultura tradicional xinesa, la qual percebien com en decadència. Aquesta posició xocaria amb el grup de Tòquio, que creien que podria ser més fàcil per a ells fer la transició a l'anarquisme del que seria per als europeus.
Aquestes diferències, però, no van suposar la no-cooperació. L'estructura descentralitzada i l'èmfasi en l'economia local i l'autodeterminació política propugnada per tots dos grups, els va fer arribar a la conclusió que després de la revolució els dos sistemes podrien coexistir pacíficament. El conflicte es donava essencialment sobre els valors, prioritats i mètodes per aconseguir la revolució, no tant per l'escenari postrevolucionari. En particular, el conflicte requeia sobre el lloc que havien d'ocupar les tradicionals filosofies xineses, dins dels pensaments i pràctiques anarquistes. Aquesta fou una de les principals fonts de fricció i debat entre els dos grups.

### Comparació amb els anarquistes europeus
Els grups de París i Tòquio condemnaven el confucianisme i defensaven una transformació social. Tot i que el moviment anarquista europeu advocà per la transformació social, els anarquistes xinesos es destacaven per la importància fonamental que atribuïen a l'abolició de l'antiga cultura tradicional. Els anarquistes europeus llançaven les seves més dures crítiques contra el cristianisme, considerat com un dels tres pilars de l'autoritarisme, juntament amb el capitalisme i l'estat. Els anarquistes xinesos van declarar la guerra total contra la cultura confuciana, la qual veien com una forma de control social més o menys anàloga al cristianisme occidental en la seva penetració hegemònica de la societat i la prescripció de normes socials. Com ho va exposar Chtu Min-I, un dels membres del grup de París, aquest èmfasi en la transformació cultural seria també adoptat pels elements de l'esquerra radical xinesa. La seva retòrica i el seu contingut serien eventualment utilitzats per Mao per a justificar la Revolució Cultural.

## Anarquisme i nacionalisme[calcitació]
En el primera fase del moviment, els anaquistes d'ambdues tendències generalment van participar en el moviment nacionalista, tot i que en teoria repudiaven el nacionalisme i els estats nació.

### Atacs nacionalistes
Els primers atacs contra el moviment anarquista provenien principalment de nacionalistes xinesos, que veien en l'anarquisme una amenaça als seus esforços per construir una nació forta, centralitzada, unificada i moderna que pogués fer front a la potencia invasora de l'imperialisme occidental.
Els nacionalistes també sostenien que només mitjançant la construcció d'un front popular es podria derrotar els manxú i la dinastia Qing i que, a llarg termini, si hi hagués alguna possibilitat que l'anarquisme tingués èxit, havia de ser necessàriament precedit per un sistema republicà que s'assegurés a la Xina.

### Resposta anarquista
La resposta dels editors de Shi Hsin-Chi es fonamentava en la idea que la revolució que propugnaven seria global, simultània i espontània. Per tant, els imperialistes estrangers estarien massa preocupats amb les revolucions en els seus estats d'origen per envair o assetjar la Xina. Van sostenir també que tenir un govern centralitzat coercitiu no havia impedit als enemics de la Xina atacar-la en el passat i que a llarg termini la tirania és tirania, independentment de si és nadiua o estrangera. Per tant, l'únic enfocament lògic per a un poble que vol la llibertat hauria de ser oposar-se a tota autoritat, ja sigui manxú, han, estrangera o nadiua.
El grup de París, de la mateixa manera que la majoria de moviments radicals del món en aquells anys, creia en la revolució com en una força de la natura. Així, doncs, la Revolució vindria perquè era evidentment necessària i la seva funció era simplement preparar les persones per a això i ajudar a veure la necessitat de canvi social. Aquesta perspectiva proporciona una bona comprensió de la naturalesa fonamentalment evolucionista del moviment i explica l'enfocament del moviment centrat en l'educació en comptes de consolidar una organització.

### Resultats de la col·laboració
La participació de destacades figures nacionalistes indica el paper de les relacions personals en l'organització dels grups de París. Les persones que van fundar aquest grup havien sortit del moviment nacionalista i van quedar-hi forts lligams.
Els resultats reals d'aquesta col·laboració va ser que els anarquistes van comprometre la seva posició, i arribaren al punt d'accedir a càrrecs polítics dins el govern nacionalista, al qual teòricament eren contraris. Aquest mateix any, Jing Meijiu i Zhang Ji (un altre anarquista afiliat al grup de Tòquio) van ser escollits per anar al parlament republicà. Shifu i el grup Guangzhou van declarar que amb la seva acció s'havien convertit en traïdors a la causa i demostraven la seva falta de compromís amb el moviment; els dos homes seguien autoanomenant-se anarquistes i van ser actius en la promoció de l'anarquisme fins a finals de la dècada del 1920.
Com a contrapunt a aquesta col·laboració, hi ha evidència que altres anarquistes podrien haver-se unit al nou govern nacionalista i guanyar posicions de poder i privilegi; es van negar, però, a fer-ho per no contradir pas els seus principis. Com Scalapino i Yu sostenen: "no hi ha dubte que molts es van negar a jugar el tipus de paper polític que era tan necessari en un període en el qual el personal capacitat era extremadament escàs en comparació al de les labors manuals".

### Qüestions estratègiques
Arif Dirlik afirma que aquests problemes són indicatius de l'ambigüitat existent dins l'anarquisme. Més exactament, fou una qüestió d'estratègia. Els anarquistes xinesos es consideraven anarquistes perquè estaven treballant per a la supressió a llarg termini del capitalisme, l'estat i l'autoritat coercitiva en general. En la seva visió, l'anarquisme era un objectiu a molt llarg termini i no una cosa que esperaven veure realitzada durant la seva vida. Chiang, per exemple, creia que es necessitarien 3.000 anys per aconseguir la revolució que somiaven.
Entenent això, és més fàcil entendre per què els anarquistes es veurien temptats a fer campanya, ocupar càrrecs polítics o col·laborar amb elements simpatitzants al govern, ja que això, suposadament, ajudaria a aconseguir les seves metes a llarg termini. Aquesta actitud era clarament diferent a la de l'anarquisme revolucionari de Kropotkin i Bakunin, o fins i tot del grup de Guangzhou, l'objectiu immediat del qual era la revolució i la creació d'una societat anarquista a curt termini.
És important reconèixer que aquesta posició fou formulada en resposta a la preeminència posada en els orígens ètnics pel moviment antimanxú, que intentava afirmar la il·legitimitat de la dinastia Qing, basant-se en el fet que els seus membres formaven part d'una minoria ètnica sense contacte amb la majoria han, una posició que els anarquistes dels quatre grups principals van denunciar com a racista i impròpia d'un moviment que afirmava estar treballant per l'alliberament. La seva posició, doncs, era que l'organització sobre la base de l'origen ètnic conduïa al racisme, i no tenia lloc en una revolució que buscava l'alliberament de tota la humanitat.

## Naixement i creixement de l'anarquisme
Va ser per aquesta raó que el grup de París declarà que l'educació era l'activitat més important en la qual podrien estar involucrats els revolucionaris, i que només amb l'educació de la gent es podria aconseguir l'anarquisme. (Vegeu, per exemple, Wu Zhihui: "Education as Revolution," The New Era, setembre 1908). En conseqüència, van orientar les seves activitats cap a l'educació en lloc dels actes violents o l'organització de les bases (les altres dues formes d'activisme que justificaven).
El grup de París creà una varietat d'empreses gestionades per estudiants, entre elles una fàbrica de formatge de soja (tofu), per finançar els estudis dels estudiants radicals de la Xina que volien una educació a l'estranger. Els estudiants estudiaven i treballaven, adquirint així una educació europea que d'una altra manera els hagués costat molt aconseguir i, en el procés, adquirien experiència de primera mà sobre què podria significar viure, treballar i estudiar en una societat anarquista. El programa d'estudis en l'exterior jugarà un paper crític incorporant el llenguatge i les idees anarquistes a centenars d'estudiants que van participar-hi i que pertanyien al conjunt dels moviments nacionalista i revolucionari. L'enfocament era eminentment pragmàtic ja que servia a una necessitat real dels estudiants que volien estudiar a l'estranger però mancaven dels recursos financers per fer-ho, i va demostrar que els models d'organització anarquista basats en l'ajuda mútua i la cooperació són alternatives viables a les empreses capitalistes amb finalitats de lucre.
Malgrat les friccions, la tendència principal dels grups de París i Tòquio era ajudar la causa nacionalista. De fet, diferents membres del grup de París van ser dels primers membres del Kuomintang i es van convertir en amics propers de Sun Yat-sen. Almenys en dues ocasions, Sun sol·licità i rebé "considerable" assistència econòmica de Zhang Jingjiang, que estava vinculat al grup de París.
Aquesta col·laboració és comprensible donada la importància que els revolucionaris treballessin junts també dins el moviment nacionalista. Fins i tot Sun Yat-Sen afirmà que "l'objectiu final dels tres principis populars eren el comunisme i l'anarquisme". També això pot explicar la bona disposició del Grup de París a acceptar fons del govern nacionalista per ampliar els seus programes uns anys més tard, durant la Primera Guerra Mundial.

## L'anarquisme com a moviment de masses[calcitació]
El 1911 l'anarquisme s'havia convertit en el motor de la mobilització popular i havia arribat molt més allà de la seva associació inicial amb els estudiants rics que cursaven a l'estranger, per convertir-se en un veritable moviment revolucionari en el conjunt del poble.

### Influència dels anarquistes dels Estats Units
Als Estats Units, els anarquistes havien estat gairebé els únics en el moviment obrer en oposició explícita al racisme contra els treballadors asiàtics i mexicans, i quan Emma Goldman parlà en un míting a San Francisco en la dècada del 1890 van assistir-hi milers de treballadors xinesos. A més, des del 1908 endavant, molts milers de treballadors xinesos de l'Amèrica del Nord es van convertir en membres de Treballadors Industrials del Món (IWW). Els wobblies (com s'anomenava els membres d'IWW) van ser el primer sindicat nord-americà a oposar-se a la institució del supremacisme blanc de manera organitzada i manifesta, i a reclutar activament en les seves files obrers asiàtics, negres, llatins i treballadors emigrants. La seva aferrissada defensa de les persones emigrades, que estaven sent objecte d'un sistemàtic assetjament i discriminació, encoratjà una gran participació de treballadors xinesos i un ampli suport dins de la comunitat xinesa d'Amèrica del Nord.

### La revolució nacionalista del 1911
Després de la revolució nacionalista del 1911 i la victòria de l'Aliança Revolucionària, que inclogué destacats anarquistes com a dirigents del moviment, els anarquistes van tenir una mica més d'espai per organitzar-se. No obstant això, el govern nacionalista no era, en absolut, garantia de llibertat d'organització dels antiautoritaris i la persecució del govern estava a punt de començar. Amb l'objectiu nacionalista d'enderrocar la dinastia Qing dels manxús assolit, la principal oposició ideològica a l'anarquisme venia dels autodenominats socialistes, inclosa la Societat Socialista Xinesa i l'ala esquerra del moviment nacionalista, que –seguint Sun Yat-Sen– s'autodenominava socialista. Jiang Kanghu, fundador de la Societat Socialista Xinesa el 1911, havia estat col·laborador de La Nova Era (una de les publicacions del Grup de París), i incloïa en la plataforma del seu partit l'abolició de l'estat, de l'estructura familiar tradicional i de la cultura confuciana.
La principal font de conflicte va sorgir perquè la SSC volia mantenir les relacions de mercat, però complementar-les amb una àmplia xarxa de seguretat social, ja que consideraven que les persones sense cap mecanisme d'incentiu no produirien res i la societat es col·lapsaria. Altres fonts de fricció tenien a veure amb l'interès de SSC a desenvolupar la revolució a la Xina en primer lloc i en la utilització de càrrecs electorals com una eina per aconseguir-ho (les dues contradiccions importants de l'anarquisme clàssic). Jiang mai no s'autoanomenà anarquista, per la qual cosa el seu partit es considerava generalment com fora del moviment, malgrat les similituds. El 1912 el partit de Jiang es dividí en dues faccions: els socialistes purs, dirigits pel monjo anarquista budista Tai Xu, i la resta del partit, dirigits per Jiang.
Liu Shifu, que arribaria a ser una de les figures més importants del moviment anarquista a la Xina continental va fundar un grup a Guangzhou l'any 1912, amb un programa explícitament anarcocomunista.

### Els Socialistes Purs
El programa revisat dels socialistes purs incloïa l'abolició total de la propietat i un sistema econòmic anarcocomunista. Shifu els criticà per mantenir el nom de "socialistes"; la seva plataforma, però, era clarament anarquista; tant és així que els dos grups generalment es consideraven entre si com camarades. L'èmfasi en la importància de la lluita camperola, que havia estat avançat amb anterioritat pel grup de Tòquio, també esdevindria un tema important de discussió i organització entre els anarquistes xinesos, ja fossin els Socialistes Purs o el grup de Guangzhou, durant aquest període. Van ser els anarquistes els qui primer van assenyalar el rol fonamental que els camperols havien d'exercir en qualsevol intent revolucionari seriós a la Xina i també els primers a prendre part en qualsevol assaig seriós d'organitzar-los.

### El Grup de Guangzhou

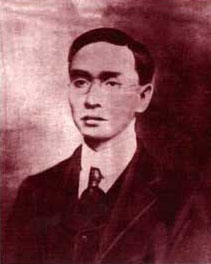
Liu Shifu, membre del grup Guangzhou

La base principal de l'activitat anarquista a la Xina continental en aquest període era a Guangzhou, però els grups de París i de Tòquio van continuar tenint una influència significativa. Els Socialistes Purs també hi van estar molt compromesos; pel fet, però, que eren tant budistes com anarquistes, estaven més interessats a promoure la virtut i menys enfocats en la revolució immediata. Per aquesta època el grup de París havia portat el seu anarquisme a una filosofia molt abstracta que estava més preocupada pel lloc de l'individu en la societat que no pas per les realitats quotidianes dels treballadors. Això potser no hauria de resultar sorprenent, donat els orígens acabalats de la majoria del grup de París; portaria, però, friccions creixents entre ells i els companys de Guangzhou, més orientat a la lluita de classes.
Les contribucions més importants en aquesta fase van ser els fonaments d'una aliança entre intel·lectuals i treballadors i la seva propaganda que tenia per objecte diferenciar l'anarquisme de tots els altres socialismes que anaven guanyant popularitat.
Mentre el grup de París havia preferit exposar els seus ideals en termes de llibertats negatives, és a dir, llibertat davant de coerció, llibertat davant de tradició, etc., el grup de Guangzhou feia servir afirmacions dels drets dels treballadors, dones, camperols i altres grups oprimits, per exposar la seva visió d'una societat anarquista. Cal destacar l'absència de qualsevol menció a les minories ètniques, ja que una part fonamental del programa era l'eliminació de les minories ètniques i de les identitats nacionals, a favor d'una identitat internacionalista que atorgava una importància cabdal a la lleialtat en la humanitat en conjunt, en lloc de la lleialtat ètnica.
Mentre que estava d'acord amb la postura del moviment anarquista mundial de la seva època, aquesta posició provoca respostes diverses dels anarquistes moderns, molts dels quals veuen un potencial revolucionari en les lluites dels grups ètnics oprimits. En termes del projecte revolucionari a la Xina, Ward Churchill cita les declaracions de suport a l'autodeterminació de les minories ètniques xineses, que foren clau perquè els comunistes poguessin guanyar el suport d'aquests grups per al moviment. Això resultaria decisiu en la subsegüent Guerra civil entre el Partit Comunista de la Xina i el nacionalisme xinès.
Els anarquistes de Guangzhou van fundar un diari anomenat La Veu del Poble i van començar a organitzar els treballadors, mentre que a Taiwan, Jing Meijiu -que s'havia convertit a l'anarquisme com a part del grup de Tòquio- fundà una fàbrica escola anarcofeminista administrada pels treballadors, per servir com a eina que ajudés les dones alhora a guanyar-se la vida i rebre educació.

### La influència del grup de París
El 1912, els membres del grup de París que havien tornat a la Xina van crear la "Societat Promotora de la virtut", amb anarquistes prominents com Li Shezeng i nacionalistes com Wang Jiangwei.
L'objectiu d'aquesta societat, segons les tendències del grup de París, era tant la virtut i el comportament moral personal com la praxi revolucionària. Les seves regles per a l'afiliació delineaven diferents nivells de compromís i descoratjava que els seus membres mengessin carn i visitessin prostitutes; i concretament se'ls va prohibir viatjar amb cadires de mans, tenir concubines o exercir càrrecs públics.
Si bé podria considerar-se que aquestes regles eren supèrflues, l'evidència suggereix que s'havien de prendre molt seriosament, ja que la majoria de les organitzacions anarquistes de la Xina d'aquesta època incloïen normes similars. L'objectiu era crear quadres revolucionaris que dirigissin amb l'exemple personal i ajudessin a construir persones models per a una nova cultura revolucionària.

### França necessita treballadors
Només uns pocs anys més tard, durant la Primera Guerra Mundial, el grup de París va treure profit de la necessitat de mà d'obra a França per obtenir fons dels governs francès i xinès per ampliar el moviment d'estudiants treballadors, per incloure-hi treballadors xinesos. Els estudiants van continuar arribant, però part del seu programa d'educació incloïa fer classes i educar els milers de treballadors xinesos que recolzaven l'esforç de guerra francès. En fer-ho, ajudaven una potència capitalista colonialista (si bé una república) a la seva autodefensa en contra d'una altra potència imperialista capitalista.
Mentrestant, un petit nombre de coneguts anarquistes, entre els quals hi havia Kropotkin, donà suport a França durant la Primera Guerra Mundial perquè la veien com més progressista que Alemanya, tement que una victòria alemanya suposaria un perjudici per a les seves activitats revolucionàries a França. Aquesta fou sens dubte una posició minoritària en termes del moviment anarquista global, que majoritàriament va mantenir una postura antibel·licista.
El grup de París es caracteritzava pel seu pragmatisme: atès que els treballadors xinesos de tota manera arribarien, van prendre avantatge de la situació i la van utilitzar com una oportunitat per satisfer les necessitats a curt termini dels seus enemics, per poder complir el seu objectiu a llarg termini. El fet que van ser capaços d'obtenir fons del govern per a un programa d'educació amb l'objectiu de formar joves i treballadors per arribar a convertir-los en revolucionaris eficaços era una reivindicació de les seves tàctiques.

### Difusió de les idees anarquistes
Les implicacions pràctiques d'aquesta àmplia difusió de les idees anarquistes i el lloc on van tenir lloc són forts indicadors de la fusió del pragmatisme i l'idealisme que caracteritzà les activitats dels grups de París. En qualsevol cas, el contacte creixent amb la realitat dels treballadors tingué un profund efecte en la seva propaganda i les seves teories, i els assumptes laborals esdevingueren una part molt més important del seu programa.

## L'anarquisme com a moviment popular[calcitació]
El 1914 l'anarquisme s'havia convertit en un veritable moviment popular a la Xina: des de camperols i obrers fins a intel·lectuals o estudiants estaven desil·lusionats amb el govern nacionalista i la seva incapacitat per assolir la pau i la prosperitat que havia promès.
El desavantatge més gran que històricament el moviment havia patit era l'extrema difusió d'idees anarquistes fins al punt que era difícil determinar què era i què no un anarquista. Liu Shifu es disposà a posar remei a aquesta situació en una sèrie d'articles en La Veu del Poble, atacant Jiang Kanghu, Sun Yat-Sen i els Socialistes Purs.
Els debats que van aconseguir generar aquests articles van servir per cristal·litzar què era exactament el que s'entenia per anarquisme. Aquests articles, que s'escrivien generalment en un to de camaraderia, tenien per objectiu diferenciar entre els diversos corrents de pensament d'aquell moment. Les cartes dirigides a Sun Yet Sen i als nacionalistes volien exposar les ambigüitats de la utilització que feien de la paraula “socialisme” per descriure els seus objectius, que deien que "no eren socialistes segons qualsevol definició contemporània". Els atacs a Jiang i la SSC van intentar descriure la seva visió de la revolució i socialisme com a massa limitada, ja que se centrava en un sol país, oposant-se també a la part del programa que proposava la conservació de les relacions de mercat. L'atac als Socialistes Purs fou més suau: la crítica principal era que si es consideraven veritablement anarquistes, llavors haurien d'autoanomenar-se anarquistes i no socialistes. El diari La Veu del Poble publicava les respostes de tots els partits, i el seu objectiu sembla haver estat la generació d'un debat obert i respectuós entre companys.
Durant els cinc anys següents, el moviment va créixer lentament però constant a mesura que cadascun dels diferents grups continuà els seus projectes de propaganda, educació i organització. El 1915 els arguments anarquistes per a una Revolució Social que s'havien originat una dècada abans amb el grup original de París, van trobar una major acceptació en el Moviment de la Nova Cultura, que va iniciar-se per un petit grup d'intel·lectuals a Pequín, i es va estendre a la resta de la província durant els següents quatre anys, fins que es va fusionar amb el Moviment del Quatre de maig.
El Moviment de la Nova Cultura no era anarquista, però en la glorificació de la ciència i el menyspreu extrem pel confucianisme i la cultura tradicional es van estendre les crítiques que s'havien originat amb el grup de París. La proliferació del pensament anarquista durant aquest període es pot veure com una confirmació de les influències anarquistes en aquest moviment des de la seva fundació.

## Declivi anarquista i creixement del maoisme[calcitació]
Quan els bolxevics a Rússia van consolidar el seu poder, immediatament van intentar ampliar les seves àrees d'influència. La seva interpretació de Karl Marx sobre la necessitat que la revolució fos mundial comportaria utilitzar tots els mitjans a la seva disposició per iniciar i donar suport a revolucions d'estil bolxevic en tot el món. D'acord amb la doctrina de Lenin sobre l'imperialisme, la seva atenció se centrà en les nacions subdesenvolupades, perquè creien que una vegada que aquestes nacions s'haguessin tret el jou de l'imperialisme, el capitalisme occidental –privat del suport material i les matèries primeres que necessitava- s'enfonsaria. També van apuntar específicament cap als països amb moviments revolucionaris ja constituïts, entre els quals hi havia la Xina.
El 1919 els anarquistes van jugar un important paper en el Moviment del Quatre de maig. Va ser en aquest moment quan els bolxevics van començar a organitzar-se a la Xina i es van posar en contacte amb grups anarquistes d'ajuda i suport. Els anarquistes, en aquell moment, tenien els bolxevics com a aliats, els van ajudar a crear grups d'estudi comunistes -molts dels quals foren majoritàriament anarquistes als seus inicis- i van integrar els bolxevics en el moviment obrer xinès i estudiantil.

### Creació del Partit Comunista
El 1921, amb la fundació del Partit Comunista de la Xina (PCX), el moviment anarquista gairebé immediatament va començar a perdre terreny. El bolxevisme i el Partit Comunista van ser sobtadament atractius per als treballadors xinesos perquè els oferien la promesa de canvi per a un futur immediat.
Quan el PCX entrà en el Primer Front Unit amb el Kuomintang contra els senyors de la guerra el 1924, van guanyar encara més suport dins el moviment obrer i els moviments de masses en general. En dos anys, el PCX va passar d'uns pocs centenars d'afiliats a més de 50.000 amb el suport i l'assimilació dels diferents moviments de masses.

### Atacs a l'anarquisme
Havent augmentat enormement el seu nombre de membres, El Partit Comunista ja no sentia la necessitat d'aliar-se amb el moviment anarquista i hi començà una sèrie d'atacs en contra amb el propòsit de desacreditar la seva oposició. El fet que tants radicals deixessin el moviment anarquista i s'unissin al PCX és indicatiu de les limitacions de l'anarquisme xinès durant aquest període.
A mesura que la influència dels comunistes anà creixent, els seus atacs a l'anarquisme es van fer més constants i violents. Mentre els primers debats entre Ou Shenbai i Chen Duxiu, el seu antic mestre, havien estat amistosos, més tard serien hostils.
Una minoria d'anarquistes, la majoria del grup de París, havia participat en el Kuomintang gairebé des de la seva fundació; la majoria dels anarquistes, però, d'acord amb els seus principis declarats, estava en contra de la participació en càrrecs d'autoritat, s'havia negat a participar en aquesta aliança. Quan el Kuomintang purgà les files del partit el 1927, la petita minoria d'anarquistes que hi havien participat va instar els seus companys més joves a unir-se al moviment i utilitzar el moviment popular com un vehicle per derrotar els comunistes i fer realitat l'anarquia. Això causà l'oposició immediata dels grups anarquistes que continuaven funcionant. Fins i tot, però, els crítics d'aquest oportunisme amb el temps s'hi van sumar, tot i que només fos perquè semblava l'única possibilitat per fer el moviment rellevant una altra vegada i recuperar l'impuls perdut.
El resultat d'aquesta darrera col·laboració fou la creació de la primera Universitat del Treball a la Xina, que pretenia ser una versió domèstica del programa educatiu dels grups de París i que intentà crear una nova generació d'“intel·lectuals obrers” que finalment permetria superar la bretxa entre "treballadors manuals" i "treballadors intel·lectuals". La universitat només funcionaria molt pocs anys abans que el govern nacionalista decidís que el projecte era subversiu i li retirés el suport.
Havia estat acceptable per als anarquistes utilitzar fons del govern per promoure l'anarquisme tal com ho havien fet a França; quan van començar a fer-ho al seu propi país, però, els seus "aliats" no n'estaven segurs. Quan el KMT va iniciar una segona onada de repressió contra els pocs moviments de masses que quedaven, els anarquistes van abandonar l'organització i van ser empesos a la clandestinitat.